# Giuseppe Luigi Passino
Giuseppe Luigi Passino (Bosa, 19 marzo 1797 – Bosa, 14 aprile 1874) è stato un politico italiano.

## Biografia
Fu Deputato del Regno di Sardegna nella I legislatura e nella II legislatura, eletto nel collegio di Cagliari II.